# لوئیجی سینامو
لوئیجی سینامو (انگلیسی: Luigi Cennamo؛ زادهٔ ۷ فوریهٔ ۱۹۸۰) بازیکن فوتبال اهل ایتالیا است.
از باشگاه‌هایی که در آن بازی کرده‌است می‌توان به باشگاه فوتبال المپیاکوس، باشگاه فوتبال ایگالئو، باشگاه فوتبال پانتولیکوس، باشگاه فوتبال آترومیتوس، باشگاه فوتبال مکابی نتانیا، و باشگاه فوتبال برنلی اشاره کرد.